# منتزعة الكبريت المستمحلة
منتزعة الكبريت المستمحلة (الاسم العلمي: Desulfovibrio halophilus) هي نوع من البكتيريا، سلبية الغرام، تتبع جنس منتزعة الكبريت.